# Forma Urbis Severiana

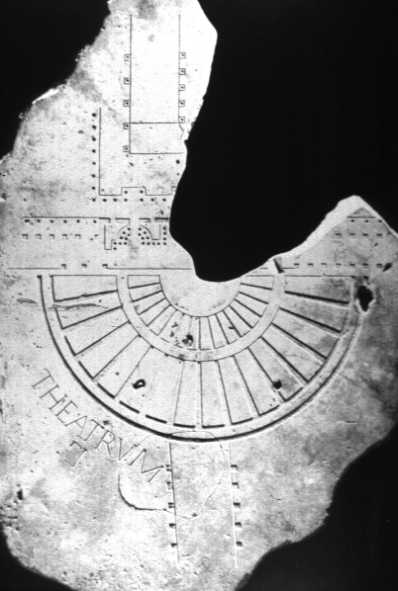
Frammento della Forma Urbis Severiana con il teatro di Pompeo

La Forma Urbis Severiana (anche Forma Urbis Romae, "Pianta marmorea severiana", o Forma Urbis Marmorea) era una pianta dell'antica città di Roma incisa su lastre di marmo. Realizzata tra il 203 e il 211, all'epoca di Settimio Severo, era collocata in una delle aule del Tempio della Pace.
Nel corso dei secoli ha subito numerosi danni ed è andata in larga parte perduta; tuttavia ne sono sopravvissuti numerosi frammenti.

## Storia
La datazione della pianta è posteriore al 203 (data della costruzione del Settizonio, visibile su uno dei frammenti) e anteriore al 211 (anno della morte di Settimio Severo: questi viene infatti citato come regnante insieme al figlio maggiore Caracalla nell'iscrizione incisa su un gruppo di frammenti: SEVERI ET [AN]TONINI AV[GG] NN […], ossia "di Severo e Antonino, nostri augusti". L'iscrizione, come di consueto sulla pianta marmorea, è infatti al genitivo e non al dativo come in una dedica). La mancanza dell'altro figlio di Settimio Severo, Geta, associato al trono nel 209, fa propendere per una datazione anteriore a tale data.
La pianta fu probabilmente eseguita in occasione della ricostruzione di alcuni settori del Tempio della Pace danneggiati da un incendio nel 192. È possibile che la pianta severiana volesse aggiornare e sostituire una pianta precedente, verosimilmente risalente a Vespasiano (imperatore committente del Tempio della Pace) e andata perduta nell'incendio del 192.
La forma era probabilmente connessa con la pianta catastale dell'Urbe redatta su papiro, forse conservata nella medesima sala. Quest'ultima pianta, più facilmente aggiornabile, doveva riportare anche i dati riguardanti la proprietà degli edifici, oltre che le loro misure.

## Descrizione

### Disposizione delle lastre
La pianta misurava in origine circa 13 metri in altezza per 18 di larghezza (circa 43×61 piedi romani) e si componeva di circa 150 lastre rettangolari di marmo, di dimensioni variabili, disposte su undici file: nelle prime otto dal basso le lastre erano disposte verticalmente e orizzontalmente in alternanza, mentre nelle ultime tre erano orizzontali. Il disegno della pianta fu inciso sulle lastre e dipinto di rosso dopo che queste ultime erano state fissate sul muro mediante grappe di sostegno e malta.
Le lastre fungevano da rivestimento parietale di una delle sale disposte all'angolo meridionale del Tempio della Pace. Il fatto che l'ambiente immediatamente adiacente sia stato riutilizzato (intorno all'anno 530) per la Basilica dei Santi Cosma e Damiano ha permesso la conservazione della parete su cui erano applicate, pur con rimaneggiamenti legati alla storia edilizia della chiesa. Sulla parete della Forma sono tuttora visibili i fori utilizzati per le grappe di fissaggio della pianta.

### Pianta

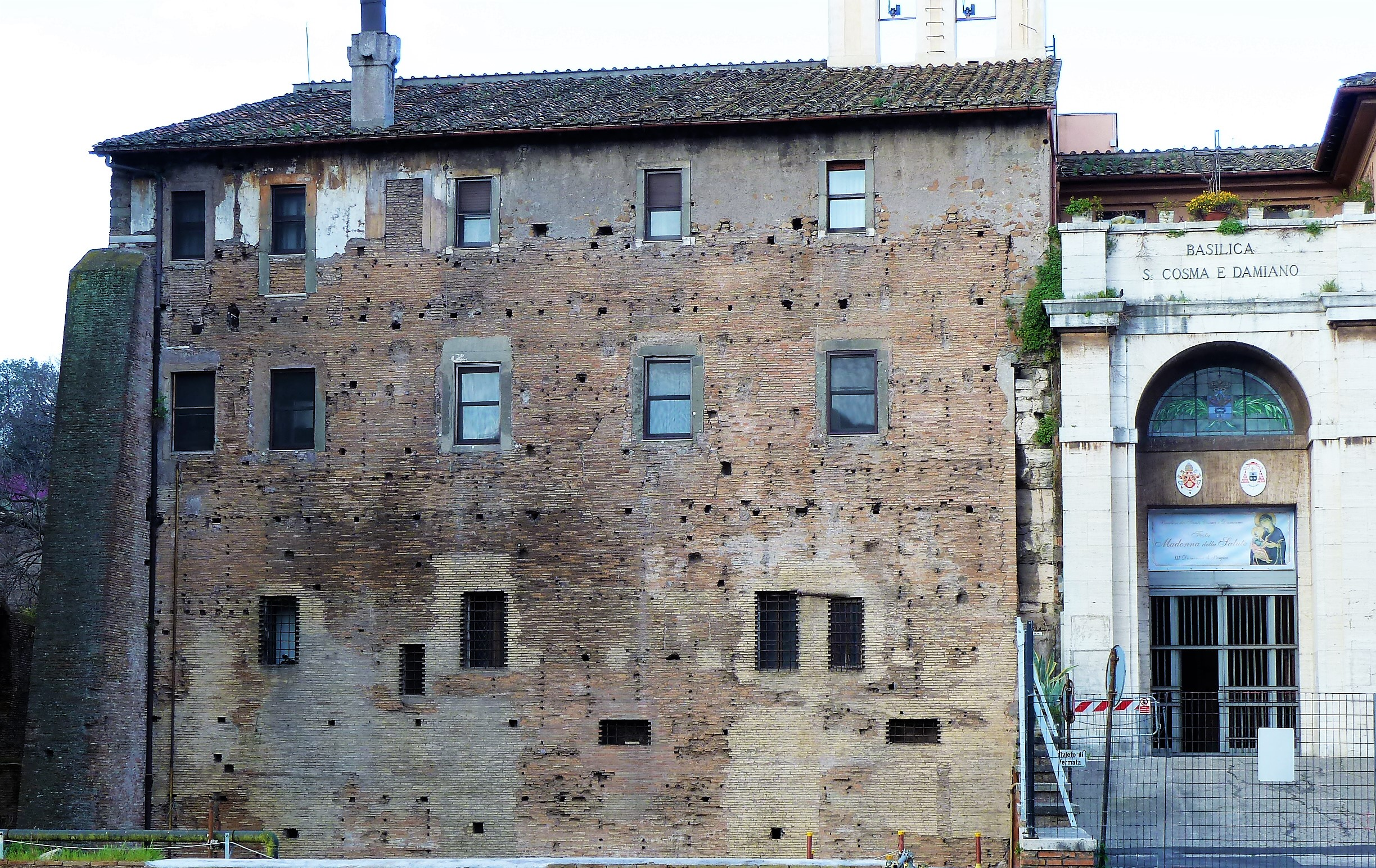
La parete del Tempio della Pace su cui era applicata la Forma Urbis

La pianta è redatta all'incirca nella scala globale 1:246, come dimostrato dai rilievi topografici effettuati sul terreno e dalle analisi matematiche realizzate sui frammenti. Forse l'intento era di avere una pianta dalla scala unica 1:240 (ossia un piede sulla Forma corrisponde a 2 actus nella realtà), la più usuale nella cartografia romana antica, sebbene tale osservazione non sia suffragata dalle misure topografiche e dalle analisi matematiche e rimanga perciò una supposizione archeologica.
La pianta è orientata, diversamente dagli usi moderni, con il sud-est in alto. Probabilmente l'attuale Monte Cavo (la cima più alta dei colli Albani) fu utilizzato per eseguire i rilevamenti topografici della pianta.
È rappresentato in dettaglio il piano terra di tutti gli edifici, compresi colonnati e scale interne. Le dimensioni di alcuni monumenti erano però riportate in scala maggiore, probabilmente perché fossero ben visibili anche da lontano e svolgessero funzione prevalentemente orientativa e celebrativa.

## Frammenti

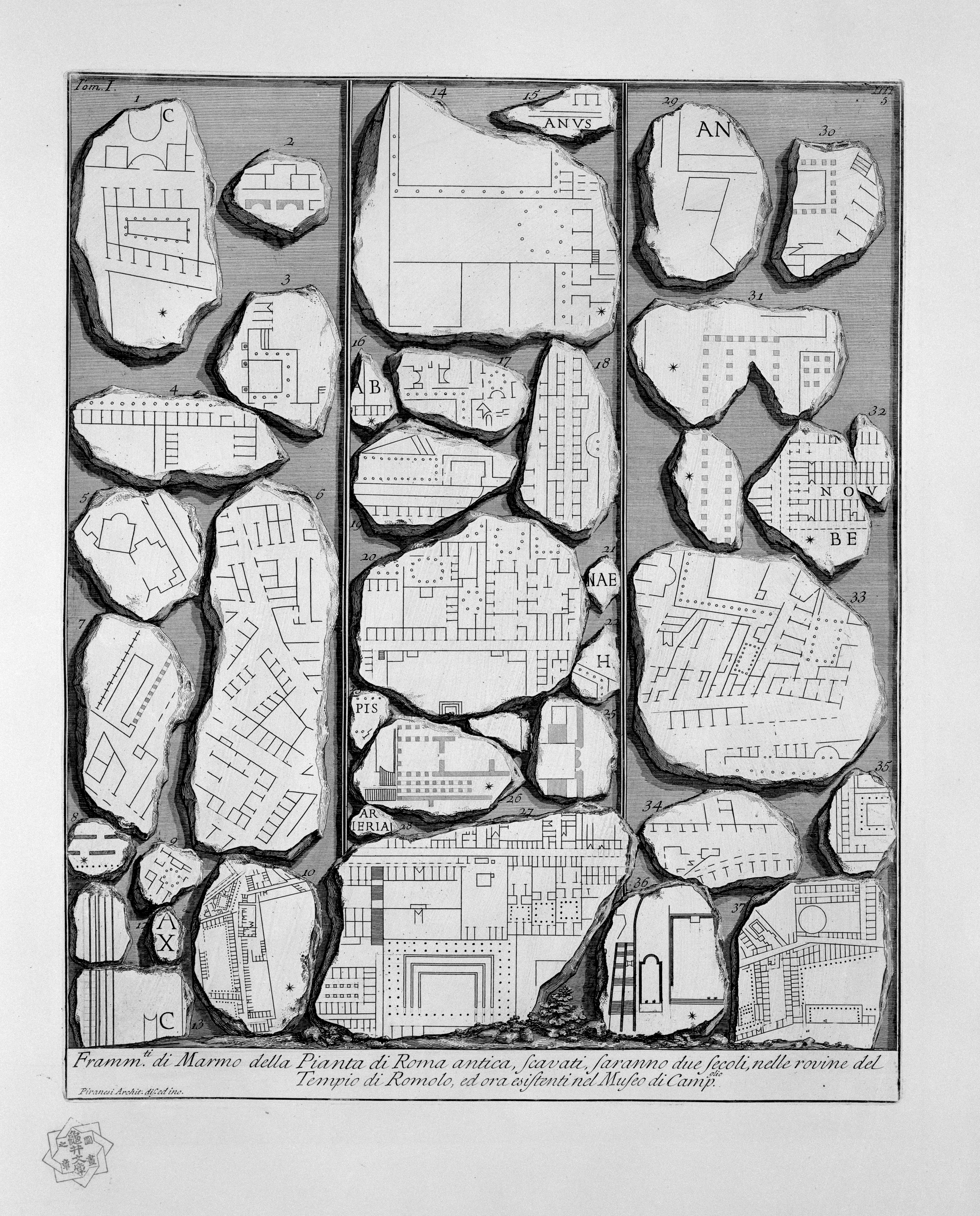
Alcuni frammenti della Forma in una incisione di Giovanni Battista Piranesi (1756)

Al 2022 sono stati rinvenuti 1.186 frammenti fisici, che coprono il 10-15% della superficie originaria della mappa. Furono e continuano a essere rinvenuti a più riprese, in particolare durante scavi a partire dal primo ritrovamento del 1562, talvolta anche in luoghi non corrispondenti all'originaria collocazione. Alcuni dei frammenti ritrovati nel XVI secolo andarono perduti prima del loro trasferimento ai Musei Capitolini, prima sede espositiva della mappa; tuttavia di alcuni frammenti esistono vari disegni rinascimentali che rappresentano altri 87 pezzi. In totale, sono noti 1.273 frammenti.
Nel 2002 l'Università di Stanford ha curato un progetto basato sulla creazione di un database on-line dei frammenti esistenti per la ricostruzione della pianta con l'ausilio di tecnologie informatiche, il cui risultato è stato il posizionamento di altri quattro frammenti.
Uno dei contributi più recenti allo studio della Forma Urbis permette di stimare il contenuto metrico della pianta marmorea tramite l'analisi del rapporto tra le strutture riprodotte sulla Forma e la topografia reale, utilizzando tecniche geomatiche per verificare la posizione relativa dei frammenti. Dallo studio si confermano le ipotesi di una scala globale unica in tutte le direzioni (1:~246), ma di una diversa dimensione di rappresentazione degli edifici maggiori; nel caso del Teatro di Marcello, l'applicazione del metodo proposto ha portato alla formulazione di una ipotesi di ricollocazione di alcuni frammenti al fine di ricostruire una scala uniforme sulla relativa lastra.
Nel corso del tempo, molti studiosi si sono occupati dell'identificazione degli edifici raffigurati sui frammenti e hanno proposto nuove localizzazioni e interpretazioni. Fra questi si ricordano in particolare Lucos Cozza, Emilio Rodríguez Almeida, Claudia Cecamore, Filippo Coarelli, Daniele Manacorda, Domenico Palombi, Luigi Pedroni, David West Reynolds, Pier Luigi Tucci, Francesco Paolo Arata ed Enrico Felici.

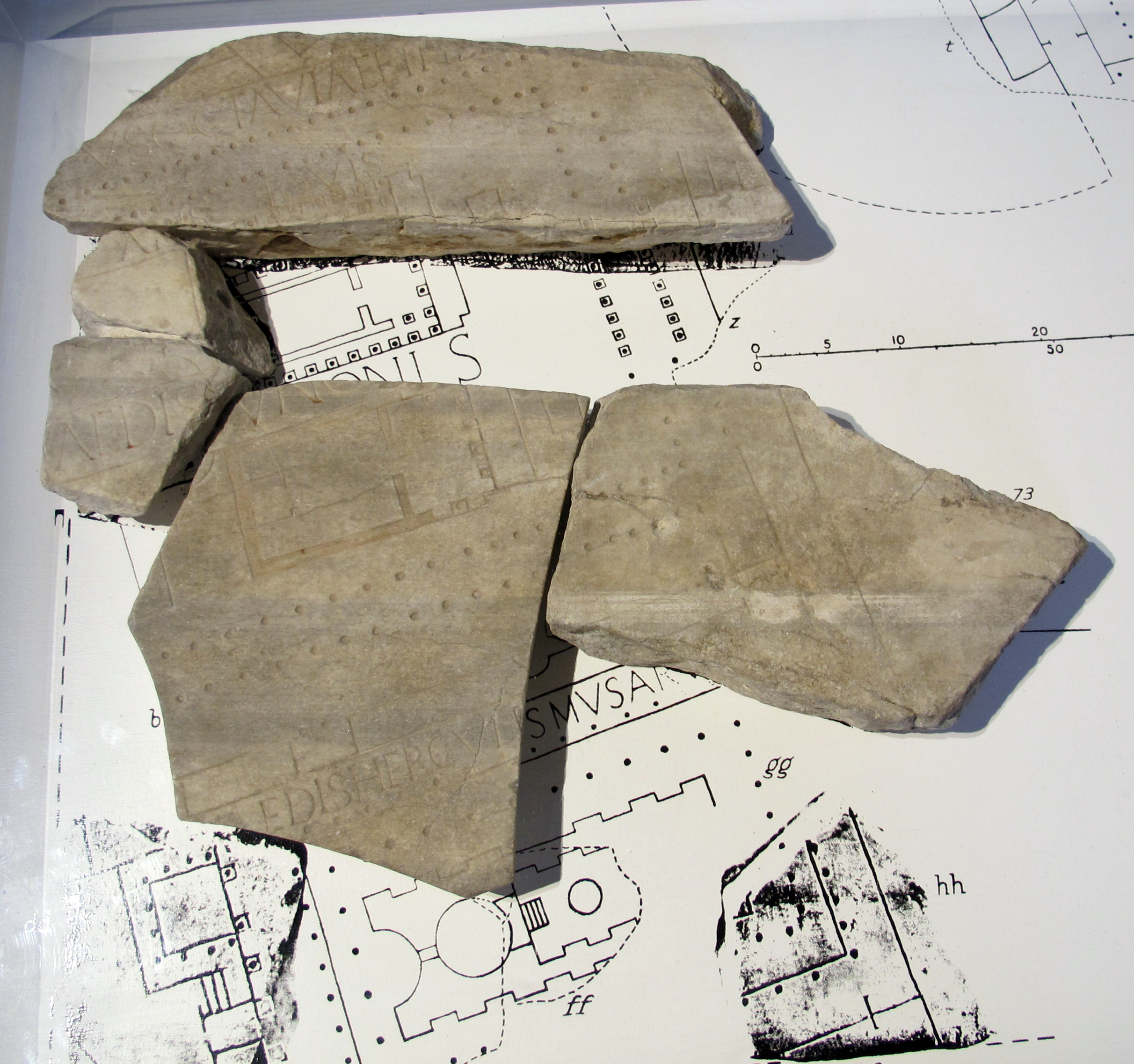
Frammenti della forma urbis con Portico d'Ottavia.
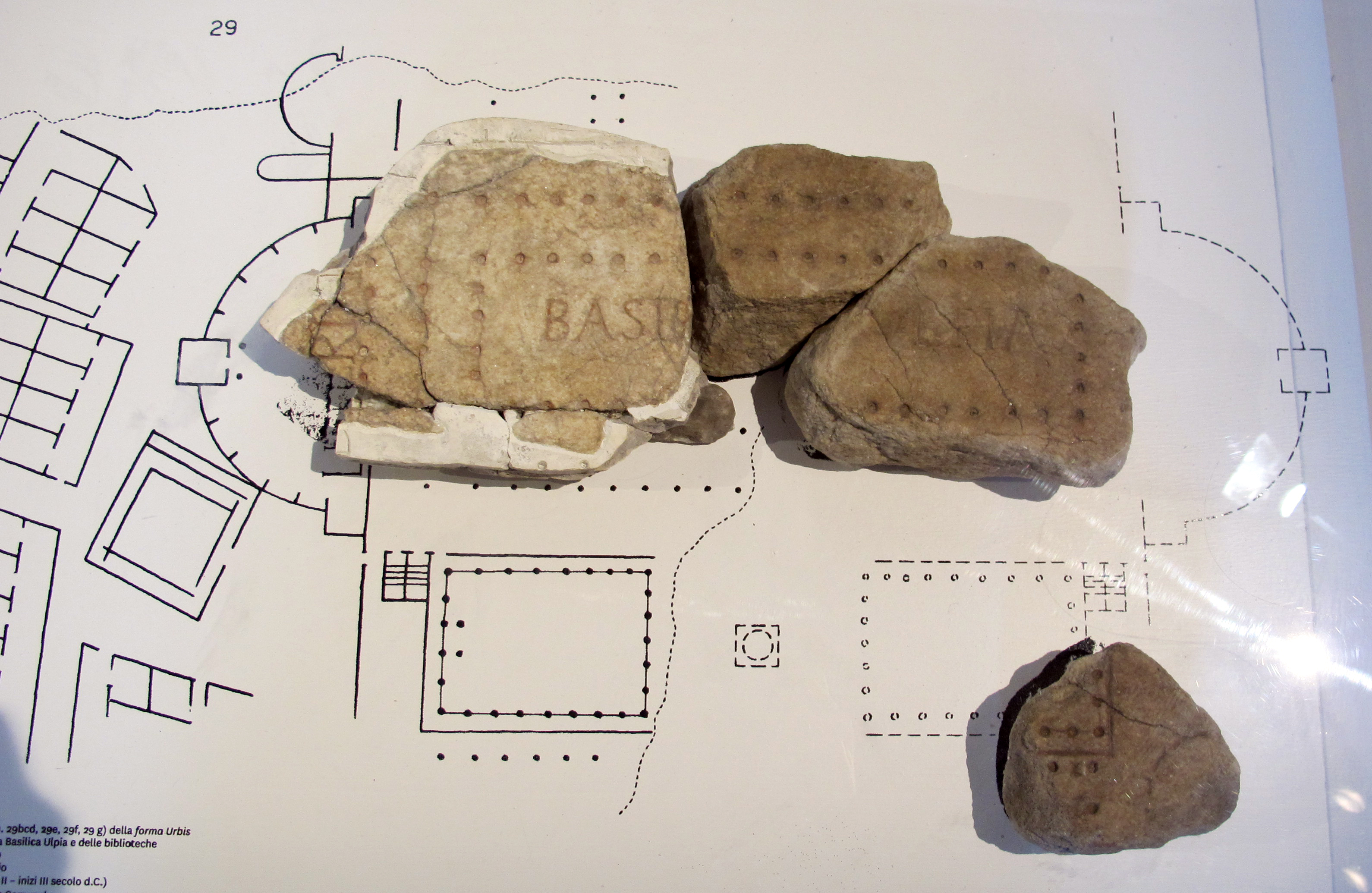
Frammenti della forma urbis con Basilica Ulpia e biblioteche del Foro di Traiano.

### Fruizione
I frammenti della Forma Urbis Severiana pertengono alle collezioni dei Musei Capitolini. Furono esposti nel giardino di Palazzo dei Conservatori tra il 1903 e il 1924, poi all'Antiquarium comunale del Celio fino al 1939.
Nel 2024 sono stati collocati in un nuovo e apposito museo, entro il Parco archeologico del Celio. 
Nel nuovo allestimento museale, sui pavimenti delle sale sono collocati i residui frammenti della Forma Urbis, sovrapposti alla base composta dalla "Pianta Grande" di Roma di Giovanni Battista Nolli del 1748. Viene così restituita virtualmente l'immagine globale della mappa della città antica, con tutti i particolari della planimetria.

## Confronti
Nel Museo municipale della città di Orange in Francia si conservano diversi frammenti di una pianta marmorea del territorio della città in epoca romana (Arausio), conosciuta con il nome di les Cadastres.